# Sinuatophorus acutidentatus
Sinuatophorus acutidentatus är en stekelart som beskrevs av Van Achterberg 2000. Sinuatophorus acutidentatus ingår i släktet Sinuatophorus och familjen bracksteklar. Inga underarter finns listade i Catalogue of Life.